# 品川将員
品川 将員（しながわ まさかず）は、戦国時代の武将。石見国の国人領主・益田藤兼の家臣。久城布月城主品川 大膳（しながわ だいぜん）、あるいは棫木 狼之介（たらぎ おおかみのすけ）や品川 猪介（しながわ ししのすけ）の名で知られる。

## 生涯
天文13年（1544年）、品川員永の子として誕生。父・員永は親類の品川将員（大膳とは別人）を頼って石見益田氏に仕官し、大膳は親族の将員の名を引き継いだと推測されている。
石見で弓の名手として知られ、腕力が強く、益田氏の主力として戦った。勇将として有名だった尼子氏の家臣・山中鹿介に対抗して棫木狼介（狼之介）（猪之介ともいわれる）と名乗ったという。永禄8年（1565年）、第二次月山富田城の戦いに参加し、その際に出雲国広瀬川の中州で山中鹿介と一騎討ちに及ぶも敗れ討ち取られた。
勝負の内容については諸説あり、毛利氏側の記録では、大膳が有利に勝負を進めたが、乱入してきた秋上宗信に邪魔をされて鹿介に討ち取られたとされ、尼子側の記録では、大膳は弓を持ち出したが、秋上宗信がそれを非難し弓弦を射切るという妙技を見せたため、諦めて尋常な勝負に臨み、鹿介にその首を取られたとされる（山中幸盛・品川将員の一騎討ち）。
墓所は島根県安来市にある。その墓は荒廃したが、大正7年（1917年）に子孫の品川友太郎によって題字山県有朋、撰文平田東助の石碑が建てられた。また益田市上郷の品川家墓所にも存在する。
萩城の五郎太石事件で益田元祥の普請方肝煎として対応にあたった栗山三郎右衛門兼成は大膳の外孫。

## 関連作品
- 『毛利元就』（1997年、NHK大河ドラマ、演：林邦史朗） - 役名は「品川狼之介」。